# Sertularella tanneri
Sertularella tanneri is een hydroïdpoliep uit de familie Sertulariidae. De poliep komt uit het geslacht Sertularella. Sertularella tanneri werd in 1904 voor het eerst wetenschappelijk beschreven door Nutting. 